# Audembert
Audembert est une commune française située dans le département du Pas-de-Calais en région Hauts-de-France. Ses habitants sont appelés les Audembertois.
La commune fait partie de la communauté de communes de la Terre des Deux Caps qui regroupe 21 communes et compte 22 332 habitants en 2021.

## Géographie

### Localisation
Localisée dans le nord-ouest du département du Pas-de-Calais, Audembert est une commune située, à vol d'oiseau, à 5 km au nord de la commune de Marquise et à 16 km au nord-est de la commune de Boulogne-sur-Mer (chef-lieu d'arrondissement).
Le territoire de la commune est limitrophe de ceux de sept communes.
Les communes limitrophes sont Hervelinghen, Leubringhen, Leulinghen-Bernes, Saint-Inglevert, Tardinghen, Wissant et Bazinghen.

### Géologie et relief
La superficie de la commune est de 7,5 km2 ; son altitude varie de 13  à   162 mètres.

### Hydrographie
Le territoire de la commune est situé dans le bassin Artois-Picardie.
La commune est drainée par quatre cours d'eau :
- le ruisseau de Bazinghen, cours d'eau naturel de 7,96 km, qui prend sa source dans la commune de Tardinghen et se jette dans la Fausse rivière au niveau de la commune de Marquise[4] ;
- le ruisseau d'Estebecque, d'une longueur de 3,64 km[5] ;
- le ruisseau de la vallée, d'une longueur de 2,98 km[6] ;

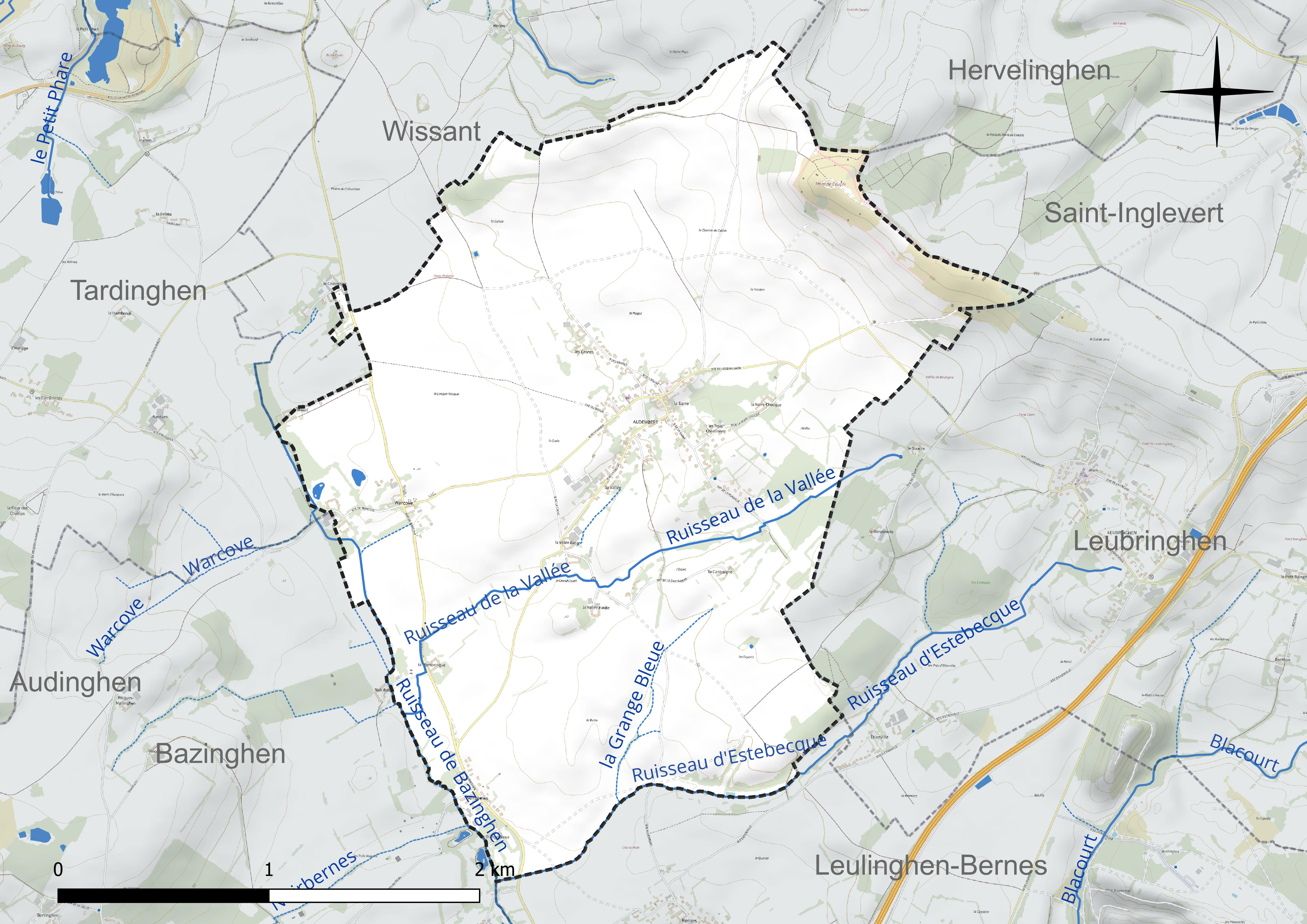
Réseau hydrographique d'Audembert.

- la Grange Bleue, d'une longueur de 1,09 km[7].

### Climat
Pour des articles plus généraux, voir Climat des Hauts-de-France et Climat du Pas-de-Calais.
En 2010, le climat de la commune est de type climat océanique franc, selon une étude du CNRS s'appuyant sur une série de données couvrant la période 1971-2000. En 2020, Météo-France publie une typologie des climats de la France métropolitaine dans laquelle la commune est exposée à un climat océanique et est dans la région climatique Côtes de la Manche orientale, caractérisée par un faible ensoleillement (1 550 h/an) ; forte humidité de l’air (plus de 20 h/jour avec humidité relative > 80 % en hiver), vents forts fréquents.
Pour la période 1971-2000, la température annuelle moyenne est de 10,4 °C, avec une amplitude thermique annuelle de 13 °C. Le cumul annuel moyen de précipitations est de 879 mm, avec 12,3 jours de précipitations en janvier et 8,4 jours en juillet. Pour la période 1991-2020, la température moyenne annuelle observée sur la station météorologique la plus proche, située sur la commune de Boulogne-sur-Mer à 16 km à vol d'oiseau, est de 11,2 °C et le cumul annuel moyen de précipitations est de 824,5 mm,. Pour l'avenir, les paramètres climatiques de la commune estimés pour 2050 selon différents scénarios d'émission de gaz à effet de serre sont consultables sur un site dédié publié par Météo-France en novembre 2022.

### Paysages
Pour un article plus général, voir Paysage en France.
La commune s'inscrit à la jonction de deux paysages régionaux tels qu'ils sont définis dans l'atlas de paysages de la région Nord-Pas-de-Calais, conçu par la direction régionale de l'Environnement, de l'Aménagement et du Logement (DREAL), :
- les « paysages boulonnais » qui concernent 66 communes, se délimitent : au nord, par les paysages des coteaux calaisiens et du Pays de Licques, à l’est, par le paysage du Haut pays d'Artois, et au sud, par les paysages Montreuillois[15].

Les « paysages boulonnais », constitués d'une boutonnière bordée d'une cuesta définissant un pays d'enclosure, sont essentiellement un paysage bocager composé de 47 % de son sol en herbe ou en forêt et de 31 % en herbage, avec, dans le sud et l'est, trois grandes forêts, celle de Boulogne, d'Hardelot et de Desvres et, au nord, le bassin de carrière avec l'extraction de la pierre de Marquise depuis le Moyen Âge et de la pierre marbrière dont l'extraction s'est développée au XIXe siècle.
La boutonnière est formée de trois ensembles écopaysagers : le plateau calcaire d'Artois qui forme le haut Boulonnais, la boutonnière qui forme la cuvette du bas Boulonnais et la cuesta formée d'escarpements calcaires.
Dans ces paysages, on distingue trois entités :
- - les vastes champs ouverts du Haut Boulonnais ;
  - le bocage humide dans le Bas Boulonnais ;
  - la couronne de la cuesta avec son dénivelé important et son caractère boisé[15] ;

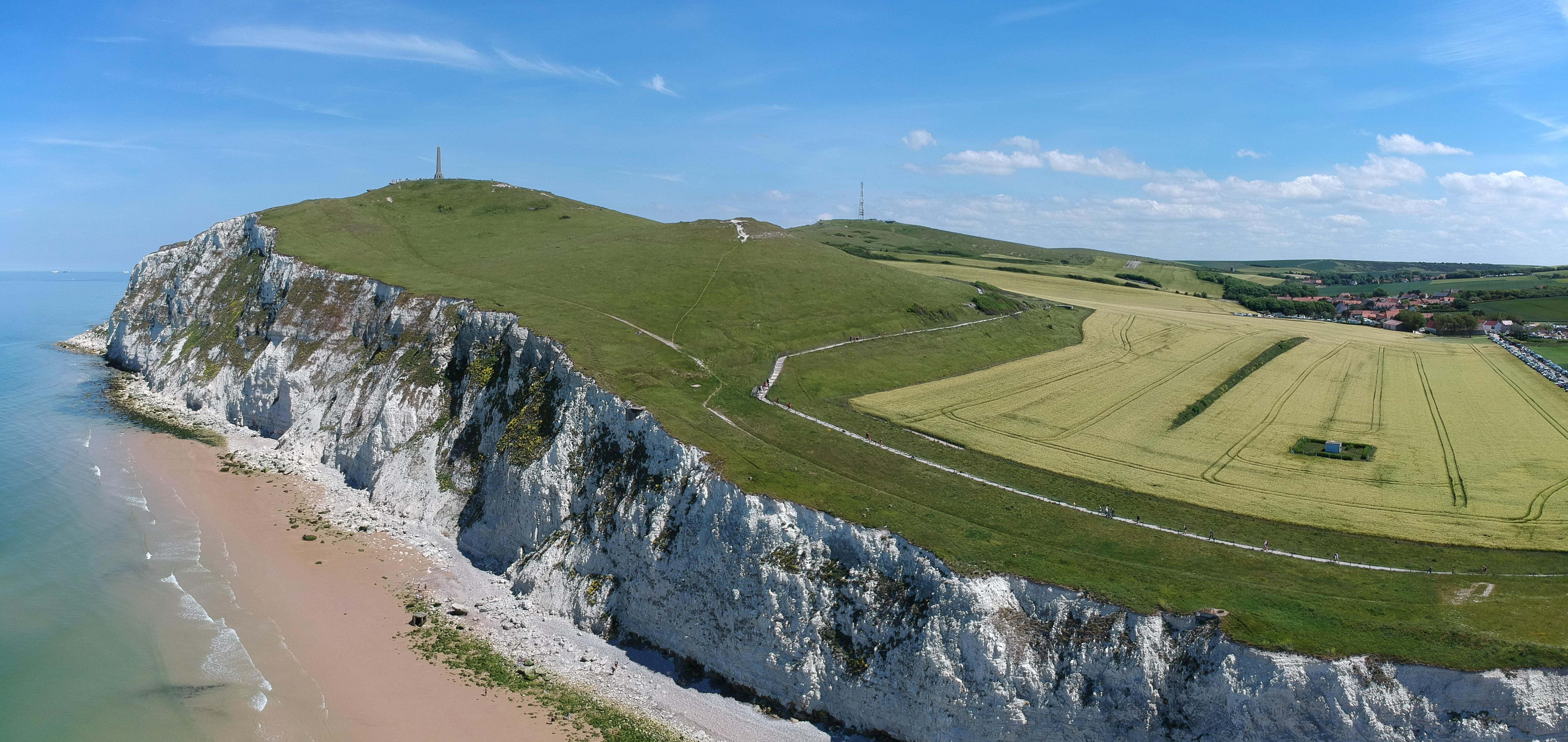
Une vue de ces « paysages des falaises d’Opale » et le cap Blanc-Nez.

- les « paysages des falaises d'Opale », qui concernent 30 communes, s'étendent le long de la côte, d'Équihen-Plage à Sangatte, sur une bande d’environ 50 kilomètres de long et d’un maximum de 5 kilomètres de large, l'autoroute A 16 étant la frontière à l'est. Ils sont constitués, d’une part, par les falaises d’Opale où se trouve le grand site des Deux Caps qui, avec le cap Blanc-Nez, culmine à 150 mètres, ces falaises offrent un belvédère sur le pas de Calais  avec la possibilité de voir les côtes d'Angleterre, et d'autre part, vers l'intérieur des terres, avec les paysages littoraux qui jouxtent ceux des « coteaux calaisiens et du pays de Licques », d'un paysage alternant collines, vallons et bocages[16].

L'occupation des sols se répartit en 43 % de cultures pour les paysages arrière-littoraux, 20 % de sols artificialisés, 20 % de prairies et forêts et 10 % de plage.
Les crans, constituent une des particularités de ces côtes à falaises. Les crans sont des vallées suspendues qui se sont retrouvées le « nez en l’air », soit du fait de l'affaissement du pas de Calais, soit par la baisse du niveau de la mer, comme le cran d'Escalles, le cran Mademoiselle, le cran Poulet, le cran Barbier, le cran des Sillers, le cran de Quette et le cran aux Œufs, situés, eux, sur la commune d’Audinghen.
Ces paysages sont traversés par trois fleuves côtiers, la Liane, le Wimereux et la Slack, et par le sentier de grande randonnée GR 120 ou GR littoral, appelé aussi sentier des douaniers, qui chemine le long de ces paysages.

### Milieux naturels et biodiversité

#### Espaces protégés
La protection réglementaire est le mode d’intervention le plus fort pour préserver des espaces naturels remarquables et leur biodiversité associée.
Dans ce cadre, la commune fait partie de trois espaces protégés : 
- le parc naturel régional des Caps et Marais d'Opale, d’une superficie de 132 499 hectares réparties sur 154 communes, géré par le syndicat mixte d'aménagement et de gestion du parc naturel régional des caps et marais d'Opale[18] ;
- la baie De Wissant, d’une superficie de 123,59 hectares. Terrain acquis par le Conservatoire du Littoral[19] ;
- le cap Gris-Nez, d’une superficie de 163,044 hectares. Terrain acquis par le Conservatoire du Littoral[20].

#### Zones naturelles d'intérêt écologique, faunistique et floristique
L’inventaire des zones naturelles d'intérêt écologique, faunistique et floristique (ZNIEFF) a pour objectif de réaliser une couverture des zones les plus intéressantes sur le plan écologique, essentiellement dans la perspective d’améliorer la connaissance du patrimoine naturel national et de fournir aux différents décideurs un outil d’aide à la prise en compte de l’environnement dans l’aménagement du territoire.
Le territoire communal comprend deux ZNIEFF de type 1 :
- la basse vallée de la Slack. Cette large vallée est composée d’un remarquable complexe de prairies alluviales pâturées ou fauchées, plus ou moins longuement inondables et ponctuées de mares et d’étangs de chasse[21] ;
- Le site du Mont de Couples et le Blanc Pays, d’une superficie de 681 hectares et d'une altitude variant de 34  à   161 mètres. Le mont de couple, constitué d’un éperon saillant qui est vaste coteau crayeux, est couvert de pelouses endémiques du Nord de la France : le Thymo britannici - Festucetum hirtulae. Ce mont présente, à son pied, un petit vallon qui abrite encore une prairie inondable[22].

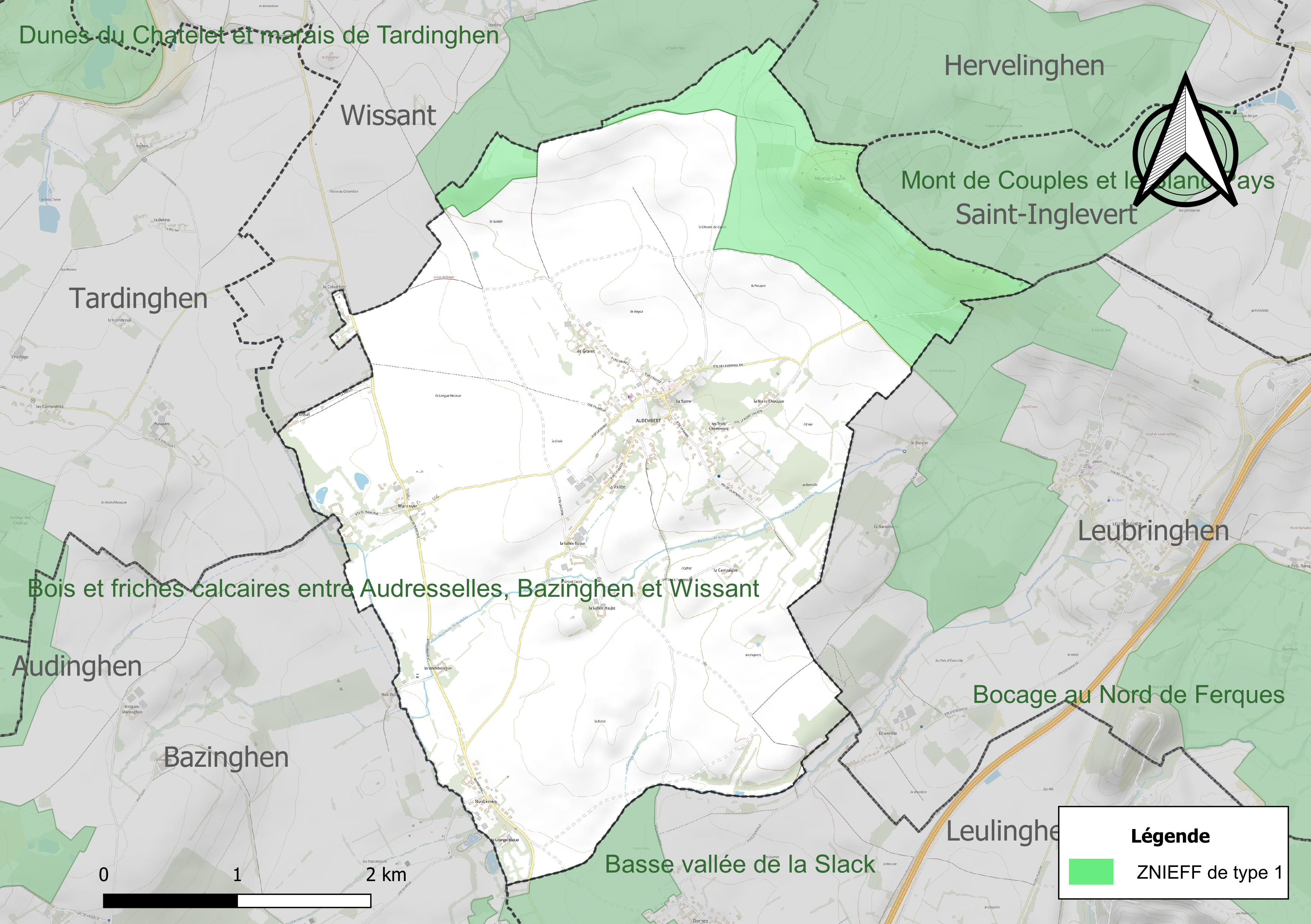
Carte des ZNIEFF sur la commune.

#### Site Natura 2000
Le réseau Natura 2000 est un réseau écologique européen de sites naturels d’intérêt écologique élaboré à partir des Directives « Habitats » et « Oiseaux ». Ce réseau est constitué de Zones spéciales de sonservation (ZSC) et de Zones de protection spéciale (ZPS). Dans les zones de ce réseau, les États Membres s'engagent à maintenir dans un état de conservation favorable les types d'habitats et d'espèces concernés, par le biais de mesures réglementaires, administratives ou contractuelles.
Sur la commune, un site Natura 2000 de type B est défini en site d'importance communautaire (SIC) : les falaises et pelouses du cap Blanc-Nez, du mont d'Hubert, des Noires Mottes, du fond de la Forge et du mont de Couple, d'une superficie de 728 hectares dont 40 % de superficie marine, avec une altitude maximum de 162 mètres.

## Urbanisme

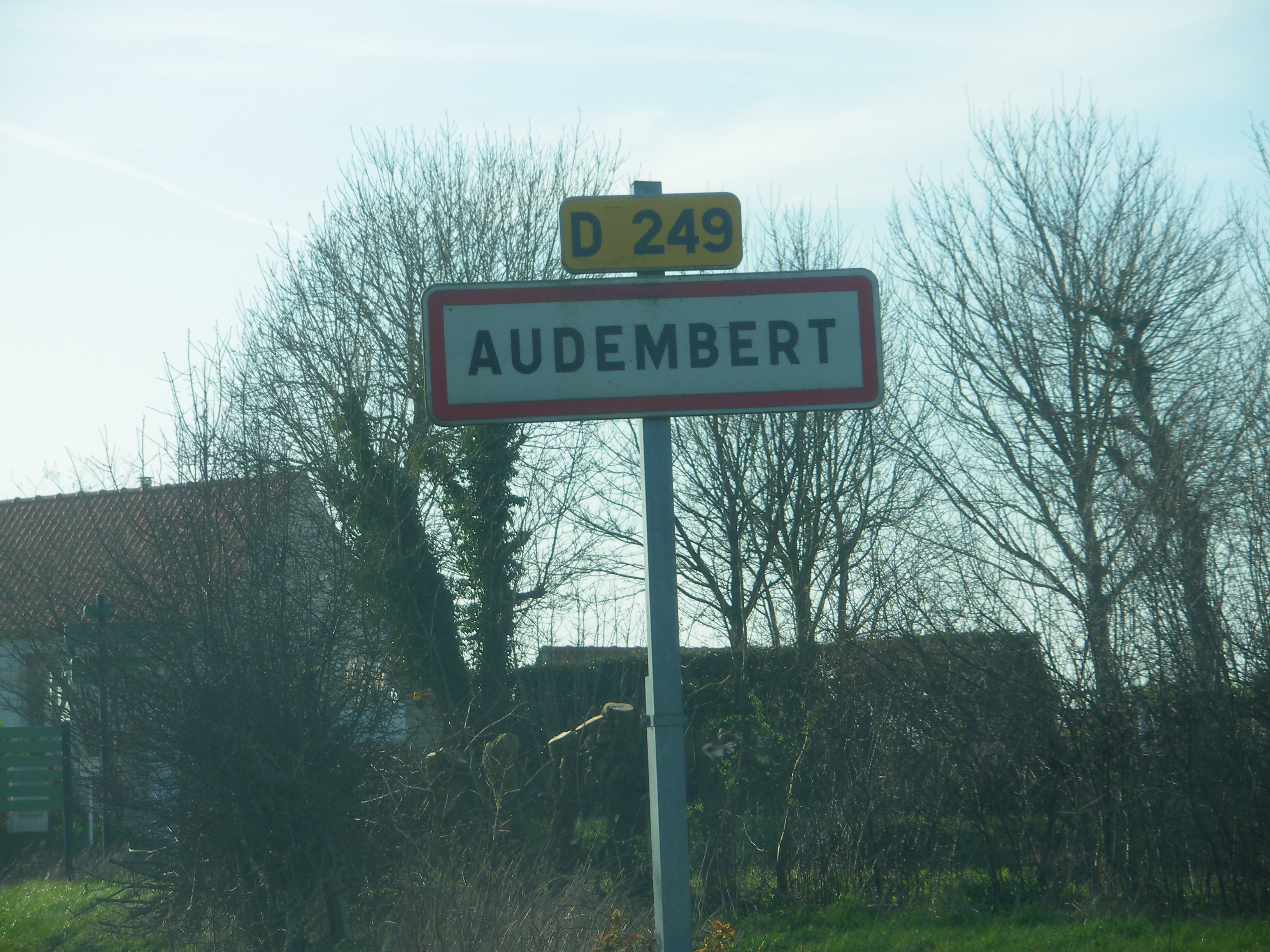
Une entrée de la commune.

### Typologie
Au 1er janvier 2024, Audembert est catégorisée commune rurale à habitat dispersé, selon la nouvelle grille communale de densité à sept niveaux définie par l'Insee en 2022.
Elle est située hors unité urbaine. Par ailleurs la commune fait partie de l'aire d'attraction de Boulogne-sur-Mer, dont elle est une commune de la couronne,. Cette aire, qui regroupe 80 communes, est catégorisée dans les aires de 50 000 à moins de 200 000 habitants,.

### Occupation des sols
L'occupation des sols de la commune, telle qu'elle ressort de la base de données européenne d’occupation biophysique des sols Corine Land Cover (CLC), est marquée par l'importance des territoires agricoles (96 % en 2018), une proportion identique à celle de 1990 (96 %). La répartition détaillée en 2018 est la suivante : 
terres arables (69 %), prairies (21,6 %), zones agricoles hétérogènes (5,4 %), zones urbanisées (4 %). L'évolution de l’occupation des sols de la commune et de ses infrastructures peut être observée sur les différentes représentations cartographiques du territoire : la carte de Cassini (XVIIIe siècle), la carte d'état-major (1820-1866) et les cartes ou photos aériennes de l'IGN pour la période actuelle (1950 à aujourd'hui).

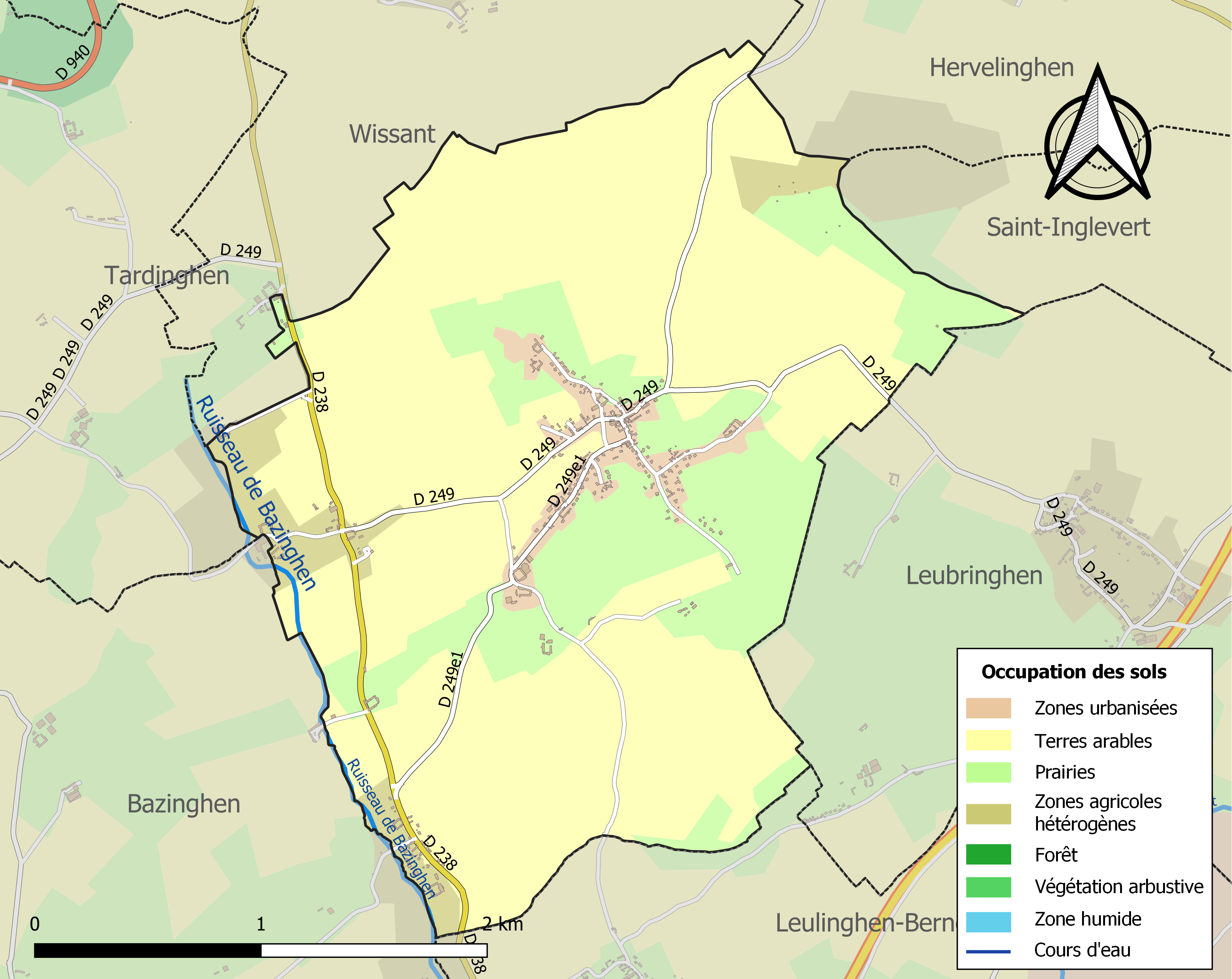
Carte des infrastructures et de l'occupation des sols de la commune en 2018 (CLC).

## Toponymie
Le nom de la localité est attesté sous les formes Hundesberch en 1179; Hondexberch en 1231; Hondesberch vers 1200; Hondesbierch en 1257; Hondenbergh en 1305; Hondembert en 1329; Hondemberc en 1402; Hondemberch 1495; Hondembercq en 1506; Hondesberc vers 1512; Hodembert en 1553; Hundenbergh en 1556; Houdembergh en 1559; Haudembert en 1584; Houdenbert en 1610; Audembert depuis 1696.
Hondsberg en flamand.
Il s'agit d'une formation toponymique germanique,, francisée par la suite.
Elle s'interprète sur la base de deux éléments : Audem- représente un nom de personne Hundo,, ou bien le nom du chien, hund (flamand moderne hond « chien »). Le second élément est l'appellatif germanique berg « colline, mont, montagne »,, qui peut désigner une simple élévation. Le sens global est donc celui de « mont (appartenant à) Hundo » ou « mont au / du chien ».
Remarques : il n'est pas rare de voir associé un nom d'animal avec les appellatifs mont ou berg, par exemple : Mont des Cats (Nord, Katsberg en flamand) ou encore Quièvremont (Seine-Maritime, Sainte-Marguerite-sur-Mer) « mont de la chèvre ». L'élément -berg a souvent été francisé ou a souvent évolué sous la forme romane -bert dont la graphie avec un -t final reflète l'attraction des noms de personnes terminés par -bert cf. Humbert (Pas-de-Calais, Humberch 1296; Humberc 1305) influencé par le nom de personne Humbert ou alors l'attraction de noms de personnes en -bert contenus dans des toponymes environnant comme le Mont-Hubert, peut-être lui-même un toponyme en -berg à l'origine. Voir aussi Mont-Lambert (Pas-de-Calais, Saint-Martin-Boulogne, Bovemberg 1208; Boullembercq 1505).

## Histoire
Des fouilles effectuées en 1863-1864 ont révélé que des mottes, d'une hauteur allant jusqu'à environ un mètre, situées sur Audembert, étaient des tumulus, abritant plusieurs squelettes datant possiblement des Gaulois,. D'autres recherches effectuées dans différents endroits de la commune quelques années plus tard ont mis au jour des restes d'un campement également présumé gaulois, ainsi que des tuiles et ardoises pouvant provenir d'une villa romaine. Sur le Mont de couple, un tumulus contenait les ossements d'une femme et de ses enfants; à cet endroit avaient déjà été remarquées une hache en silex et deux pointes en os.
En 1180, Didier, évêque des Morins, (évêques de Thérouanne), confirme à l'église de Thérouanne (chapitre de chanoines) la possession de l'autel de Hundesberch ou Humbert, auparavant tenu en fief de l'évêque par Étienne, chevalier de Wima ou Wismes et de celui-ci en arrière-fief par un nommé Milon.

## Politique et administration

### Découpage territorial
La commune se trouve dans l'arrondissement de Boulogne-sur-Mer du département du Pas-de-Calais.

#### Commune et intercommunalités
La commune est membre de la communauté de communes de la Terre des Deux Caps.

#### Circonscriptions administratives
La commune est rattachée au canton de Desvres.

#### Circonscriptions électorales
Pour l'élection des députés, la commune fait partie de la sixième circonscription du Pas-de-Calais.

### Élections municipales et communautaires

#### Liste des maires
Maire en 1868 : Mr. Leroy.
| Période        | Période                       | Identité        | Étiquette | Qualité                                |
| -------------- | ----------------------------- | --------------- | --------- | -------------------------------------- |
| avant 1995     | ?                             | Alain Gournay   |           |                                        |
| 2001           | 2016                          | Reynald Nardini |           | Agriculteur Réélu en 2014 Mort en 2016 |
| 2016           | 2020                          | Michel Hequet   |           |                                        |
| 5 juillet 2020 | En cours (au 31 janvier 2022) | Patricia Admont |           | Agricultrice sur moyenne exploitation, |

## Équipements et services publics

### Justice, sécurité, secours et défense
La commune dépend du tribunal judiciaire de Boulogne-sur-Mer, du conseil de prud'hommes de Boulogne-sur-Mer, de la cour d'appel de Douai, du tribunal de commerce de Boulogne-sur-Mer, du tribunal administratif de Lille, de la cour administrative d'appel de Douai, de la cour administrative d'appel de Douai et du tribunal pour enfants de Boulogne-sur-Mer.

## Population et société

### Démographie
Les habitants de la commune sont appelés les Audembertois.

#### Évolution démographique
L'évolution du nombre d'habitants est connue à travers les recensements de la population effectués dans la commune depuis 1793. Pour les communes de moins de 10 000 habitants, une enquête de recensement portant sur toute la population est réalisée tous les cinq ans, les populations de référence des années intermédiaires étant quant à elles estimées par interpolation ou extrapolation. Pour la commune, le premier recensement exhaustif entrant dans le cadre du nouveau dispositif a été réalisé en 2007.

En 2022, la commune comptait 435 habitants, en évolution de +3,08 % par rapport à 2016 (Pas-de-Calais : −0,72 %, France hors Mayotte : +2,11 %).
| 1793 | 1800 | 1806 | 1821 | 1831 | 1836 | 1841 | 1846 | 1851 |
| ---- | ---- | ---- | ---- | ---- | ---- | ---- | ---- | ---- |
| 291  | 279  | 294  | 348  | 356  | 392  | 341  | 327  | 356  |

| 1856 | 1861 | 1866 | 1872 | 1876 | 1881 | 1886 | 1891 | 1896 |
| ---- | ---- | ---- | ---- | ---- | ---- | ---- | ---- | ---- |
| 312  | 311  | 298  | 304  | 304  | 308  | 302  | 301  | 293  |

| 1901 | 1906 | 1911 | 1921 | 1926 | 1931 | 1936 | 1946 | 1954 |
| ---- | ---- | ---- | ---- | ---- | ---- | ---- | ---- | ---- |
| 292  | 331  | 291  | 304  | 261  | 274  | 303  | 289  | 266  |

| 1962 | 1968 | 1975 | 1982 | 1990 | 1999 | 2006 | 2007 | 2012 |
| ---- | ---- | ---- | ---- | ---- | ---- | ---- | ---- | ---- |
| 256  | 277  | 256  | 259  | 283  | 357  | 393  | 398  | 397  |

| 2017 | 2022 | - | - | - | - | - | - | - |
| ---- | ---- | - | - | - | - | - | - | - |
| 432  | 435  | - | - | - | - | - | - | - |

#### Pyramide des âges
En 2018, le taux de personnes d'un âge inférieur à 30 ans s'élève à 35,8 %, soit en dessous de la moyenne départementale (36,7 %). À l'inverse, le taux de personnes d'âge supérieur à 60 ans est de 19,3 % la même année, alors qu'il est de 24,9 % au niveau départemental.
En 2018, la commune comptait 221 hommes pour 223 femmes, soit un taux de 50,23 % de femmes, légèrement inférieur au taux départemental (51,5 %).
Les pyramides des âges de la commune et du département s'établissent comme suit.
| Hommes | Classe d’âge | Femmes |
| ------ | ------------ | ------ |
| 0,0    | 90 ou +      | 0,5    |
| 5,6    | 75-89 ans    | 6,4    |
| 13,4   | 60-74 ans    | 12,8   |
| 27,9   | 45-59 ans    | 25,3   |
| 17,2   | 30-44 ans    | 19,4   |
| 16,8   | 15-29 ans    | 14,8   |
| 19,2   | 0-14 ans     | 20,8   |

| Hommes | Classe d’âge | Femmes |
| ------ | ------------ | ------ |
| 0,5    | 90 ou +      | 1,6    |
| 5,6    | 75-89 ans    | 8,9    |
| 16,7   | 60-74 ans    | 18,1   |
| 20,2   | 45-59 ans    | 19,2   |
| 18,9   | 30-44 ans    | 18,1   |
| 18,2   | 15-29 ans    | 16,2   |
| 19,9   | 0-14 ans     | 17,9   |

## Économie

### Revenus de la population et fiscalité
En 2019, dans la commune, il y a 162 ménages fiscaux qui comprennent 445 personnes pour un revenu médian disponible par unité de consommation de 25 440 euros, soit supérieur au revenu médian de la France métropolitaine qui est de 21 930 euros,.

## Culture locale et patrimoine

### Lieux et monuments
- L'église Saint-Martin.
- Le monument aux morts[53].
- La réserve naturelle régionale du mont de Couple.

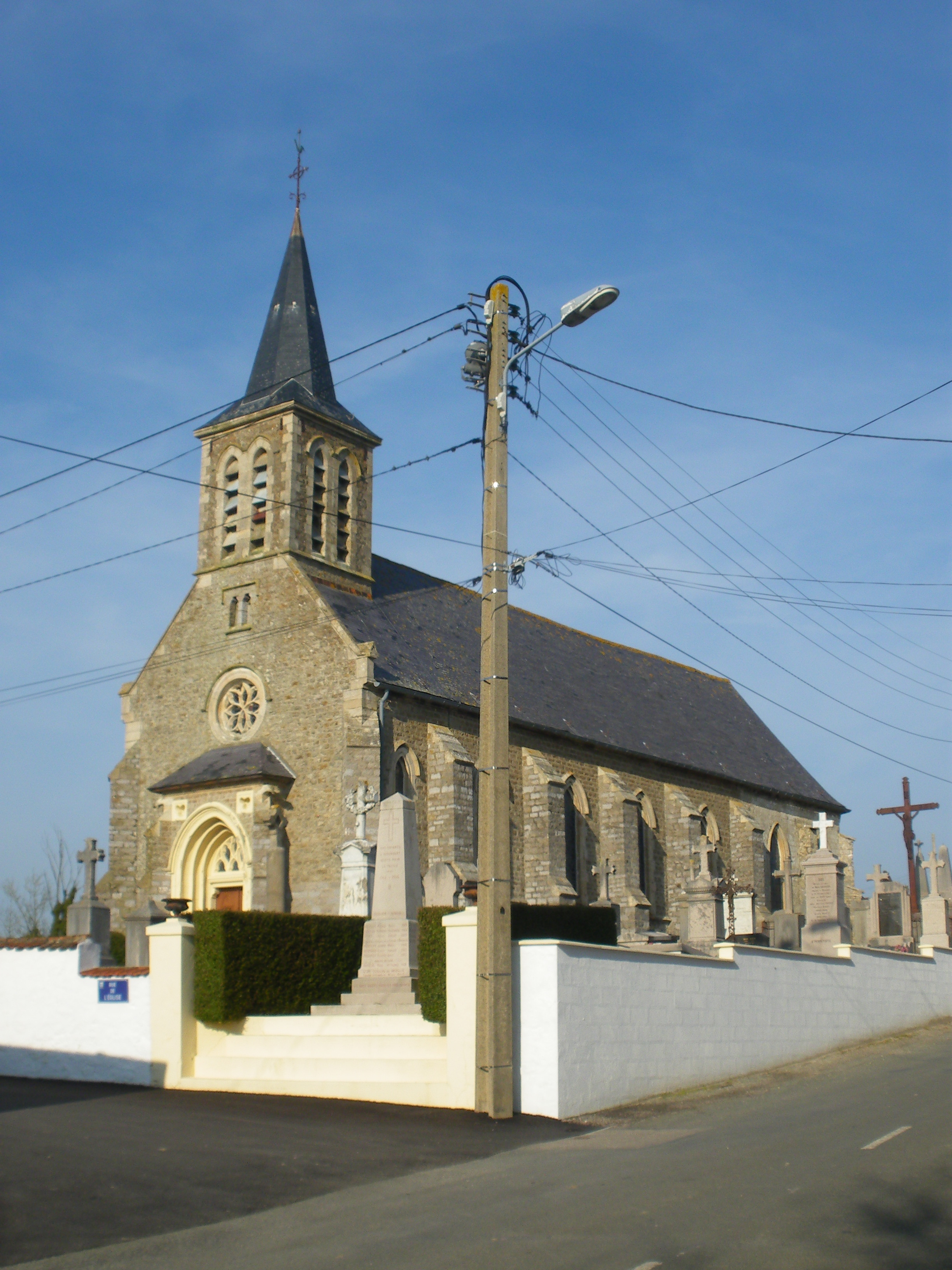
L'église.
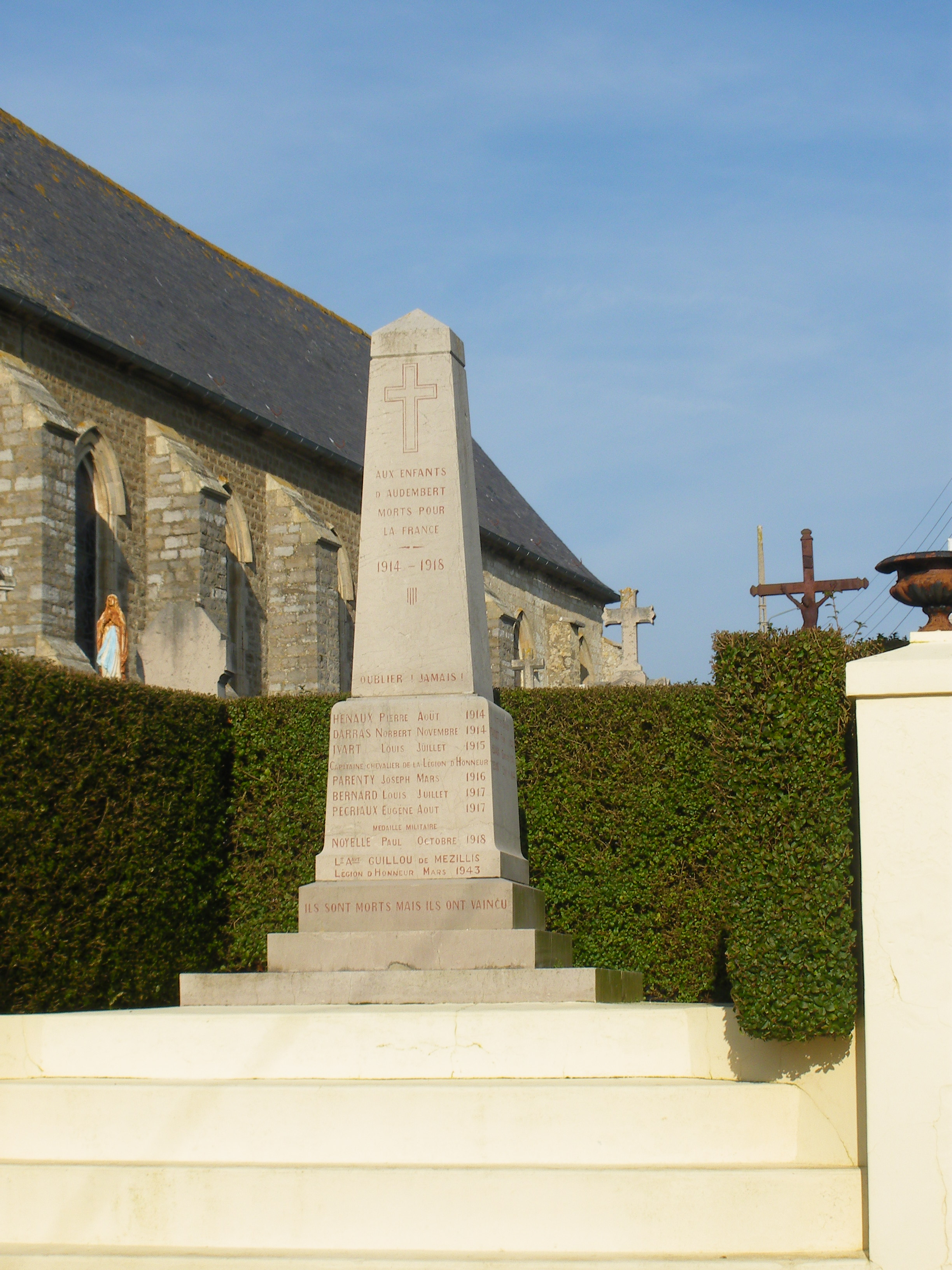
Le monument aux morts.
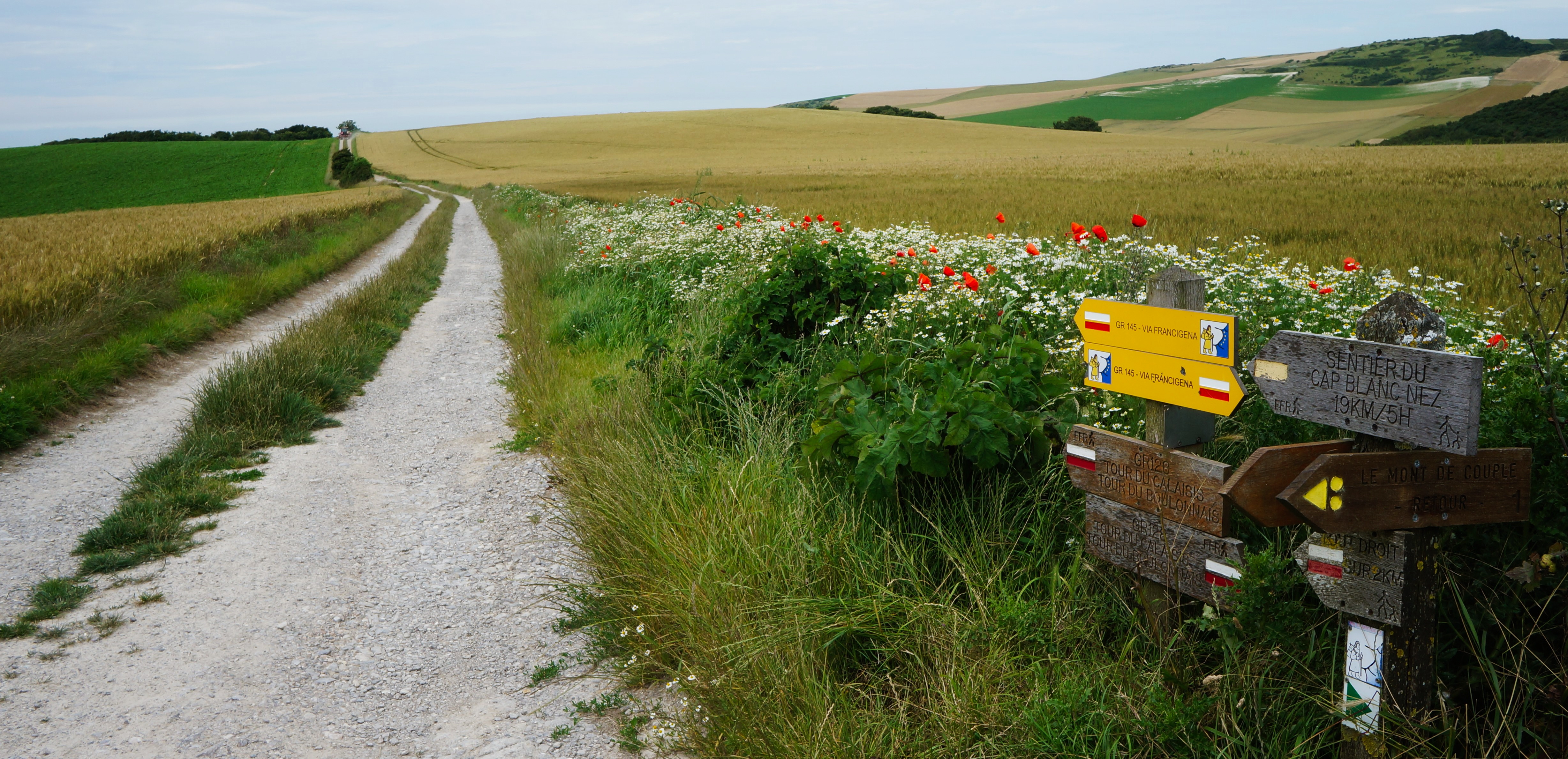
La réserve naturelle régionale du mont de Couple.

### Héraldique
| Blason de Audembert | Blason  | D'argent à trois têtes de chien de sable ; au chef de gueules chargé d'un grêlier d'or. |
| Blason de Audembert | Détails | Le nom d'Audembert viendrait de deux mots du dialecte flamand : hundes et berg, donnant le « mont aux chiens » ou le « mont aux chasseurs », expliquant les chiens et le huchet de chasseur, ajouté en chef sur une initiative municipale. Armoiries composée par Jean-Yves Lallart, au statut à déterminer. |

## Pour approfondir